# Gorosina ampla
Gorosina ampla là một loài bướm đêm trong họ Noctuidae.